# ヘッドスパ
ヘッドスパとは、日本の造語。頭皮の洗浄、マッサージなどを施し、髪そのものと頭皮を活性化させる行為。

## 語源
ヘッドスパは頭部中心に温泉の意味であるスパを施すという、日本の造語。主に理髪店、美容院で行われる頭皮ケアを中心とした技術体系、またはこれに付随した整髪料そのものを指す場合もある。「ヘッドスパ」の名称は美容器具メーカーであるタカラベルモント社が平成14年に命名し、平成15年に商標登録された。それまでは「ヘアエステ」「ヘッドケア」など、類似した技術に各メーカーが独自のネーミングをしていたが、これらは次第に影を潜め、「ヘッドスパ」が一般的になった。

いわゆる「ヘッドスパ」を業として行う場合には、理容師法又は美容師法の規制を受けるので、管轄の保健所に要相談のこと（自治体によっては判断が異なる場合もあるが、仮に無免許行為や無届営業と判断されると、罰則の適用を受ける場合もあるので注意が必要。

## 主な内容
インドの伝統的医学であるアーユルヴェーダが起源とされており、「頭皮のクレンジング」「マッサージ」「髪の修復」が主な要素となっている。頭皮のツボの指圧やオイルの塗布、人の手によるマッサージなど、これらは単なる洗浄に加えリラクゼーション効果や経皮吸収による効果も期待でき、美容院ヘアサロンだけでなくエステサロンやヘッドスパ専門店などでも導入されるようになった。

## 効用・効果
頭には4つの筋肉と帽状腱膜がある。前頭筋、側頭筋（左右）後頭筋である。この4つの筋肉が疲労してしまうと、重力に逆らえなくなり、重力に向かい下がる事で、頭皮は固くなってしまう。固くなった頭皮は血行が悪くなり、薄毛の要因を招くため頭皮や髪に栄養を毛細血管の血流を豊かにすることで、抜け毛予防・は髪予防、疲労の緩和、頭痛・肩こりの緩和にも効果的である。ツボ押しは顏のしわや頭のたるみの予防などにつながる。のぼせなどの症状にも有効。
以上の事から、ヘッドスパは頭のマッサージ効果のみならず、様々な需要に効果的である事から人気を博すようになった。